# Pairaystadion
Het Pairaystadion (Frans: Stade du Pairay) is een voetbalstadion, gelegen in de Luikse stad Seraing te België. Het stadion is thuisbasis van de Belgische voetbalclub RFC Seraing. Het biedt plaats aan 8.207 toeschouwers. In haar hoogtijdagen had het stadion een capaciteit van 17.500 plaatsen.

## Bereikbaarheid
Het stadion ligt aan de weg tussen Rue de la Vieille Espérance (die langs de Maas loopt) en het centrum van Seraing. Het stadion ligt op een kleine twee kilometer van het station Gare du Seraing.